# 从恩霖
从恩霖（20世纪？—），男，回族，河北孟村人，中国伊斯兰教学者，现任中国伊斯兰教协会副会长，中国伊斯兰教经学院副院长。
1989年，从恩霖毕业于中国伊斯兰教经学院。后一直在中国伊斯兰教经学院任职。

## 家庭
父亲从吉明。